# الكشوف الجغرافية الإسبانية
تشير كتب التاريخ إلى الدور الواضح لإسبانيا في الاستكشافات الجغرافية للعالم الجديد، حيث حاولت الحكومة الإسبانية منذ منتصف القرن الخامس عشر إيجاد طريق إلى الشرق بالسير غرباً عبر المحيط الأطلنطي. وكان صاحب الفكرة الإيطالي كريستوفر كولومبوس (1446-1506) فبعد أن رفض الملك البرتغالي جون الثاني مساعدته، اضطر كولومبوس إلى مفاتحة الحكومة الإسبانية فوافقت الملكة الإسبانية إيزابيلا على الفكرة.

## تاريخ الكشوفات
أقلع كولومبوس من بالوس في أغسطس سنة 1492م بحملة استطلاعية قوامها ثلاث سفن صغيرة تحمل سبعاً وثمانين رجلاً، مزوداً برسالة إلى إمبراطور الصين. وبعد بضعة أسابيع وصل إلى اليابسة في 12 أكتوبر، أي بعد مسيرة (32) يوماً من جزر الكناري. وسميت الأرض التي وصلها «سان سلفادور» التي ظنها جزر الهند الشرقية. وقد رجع كولومبوس من رحلته الأولى سنة 1493م مخبراً الحكومة الإسبانية بوصوله إلى جزر الهند الشرقية. ثم قام كولومبوس بثلاث رحلات أخرى في 1494 و1498 و1502م كشفت عن الساحل الرئيسي من هندوراس إلى فنزويلا، ومع ذلك، فقد مات ولم يعلم بأن ما اكتشفه هو عالم جديد وليس بجزر الهند الشرقية.

بعده توسع الأسبان في استكشافاتهم، فشملت المكسيك سنة 1521، وجواتيمالا سنة 1522م، وسلفادور سنة 1526، وهندوراس ونيكاراجوا سنة 1524م، كما أسسوا جملة مدن جديدة في أمريكا الوسطى. وفي أمريكا الجنوبية، قامت حملات الأسبان من بنما المركز الذي أسسوه في عام 1519م للتوغل جنوباً في الأقاليم التي قطنت بها شعوب الإنكا القديمة، وصولاً إلى تشيلي عام 1536م.
وفي النصف الأول من القرن السادس عشر، امتد نفوذ الأسبان إلى فنزويلا وكولومبيا. وفي السنوات الأخيرة من هذا القرن (1569-1584م) – عهد فيليب الأول – انقرضت سلالة الإنكا حكام البلاد القدامى، وتوطدت أقدام الأسبان، وانتشر نفوذهم أيضاً على ساحل شيلي تدريجياً. ثم استطاعوا إلى جانب ذلك استعمار الأرجنتين.
وإذا كان لحركة الكشوف الإسبانية دوافعها وأسبابها العامة والخاصة، وهي دوافع وأسباب عديدة ومتنوعة. فإنه قد ترتب على هذه الكشوف العديد من النتائج والآثار المتباينة، والتي تشمل النواحي الاقتصادية والسياسية والاجتماعية والثقافية، فضلاً عن الدلالات العامة لحركة الكشوف الإسبانية.

## دوافع الكشوف الجغرافية الإسبانية

### الدوافع العامة غير المباشرة للكشوف الجغرافية
لا يُقصد من وضع الدوافع العامة غير المباشرة للكشوف الجغرافية الإسبانية بأنها غير وثيقة الصلة أو التقليل من أهميتها، ولكن الهدف منها هو التوضيح والتفرقة بين الدوافع العامة غير المباشرة وبين غيرها من الدوافع، لبيان دور كل منها في الحركة والتأثير.
تشمل مجموعة الدوافع العامة غير المباشرة كلاً من: التأثير الطبوغرافي، والخلفية التاريخية التي تعكس تراثاً من الصراع والحروب في إسبانيا وأوروبا عموماً، وتأثير النهضة الأوروبية، وتأثير الكنيسة وتميز وضع رجال الدين الكاثوليك، وظهور الدول القومية.

#### التأثير الطبوغرافي
تقع إسبانيا في نطاق شبه جزيرة أيبيريا التي تشمل البرتغال أيضاً لتمثل إقليماً واسعاً تصل مساحته إلى ستمائة ألف كيلو متراً مربعاً. وإسبانيا وحدها، وهي تحتل خمسة أسداس شبه الجزيرة، تعتبر ثالثة بلاد أوروبا في المساحة بعد روسيا وفرنسا، حيث إن مساحتها 516.000كم2 (خمسمائة وستة عشر ألف كيلو متراً مربعاً).
 وشبه جزيرة أيبيريا– في مجموعها – عبارة عن هضبة متوسطة، ارتفاعها ستمائة متر عن سطح البحر، وهي أعلى بلاد أوروبا باستثناء سويسرا، ونحو ثلث البلاد يزيد ارتفاعه على ثمانمائة متر، وسلاسل الجبال التي تصل ارتفاعها إلى ألف وستمائة متر، كثيرة جداً.
والحد الفاصل بين أوروبا وشبه الجزيرة هي سلسلة جبال البرانس، وهي سلسلة من الجبال تقفل الطريق من شبه الجزيرة إلى جنوبي فرنسا، فلا يعبر منها الناس إلا من ممرين في الشرق والغرب، ومن ممرات خلال الجبال تسمى الأبواب، ومن هنا جاء اسمها بالعربية وهو جبال ألبرت ومعناه جبال الباب. وبسبب هذا الحاجز الكبير، كان الفارق الحضاري بين ما تقع جنوبي الجبال وشمالها، فرقاً جسيماً يلاحظه الإنسان بمجرد انتقاله من إسبانيا إلى فرنسا.
وشبه الجزيرة مخمس تشقه سلاسل الجبال تجري مستعرضة، وبين كل سلسلة من الجبال والتي تليها يوجد واد يجري فيه نهر مستعرض أيضاً. ولهذا، فإن شبه جزيرة أيبيريا ينقسم بالفعل إلى مناطق مستعرضة يلي بعضها البعض. ولكل منطقة سلسلة جبالها ونهرها أو أنهارها. وهذه الأنهار معظمها يصب في المحيط الأطلنطي وتنبع كلها من وسط شبه الجزيرة، فهناك الحد الفاصل لمجاري المياه، ولا نجد الأنهار الكبيرة التي تحمل المياه الوفيرة إلا في النصف الشمالي لشبه الجزيرة. وتلك الأنهار من الشمال إلى الجنوب من ناحية الغرب: هي المنيو ثم الدوبرو ثم تاجه ثم الواديانه أو الوادي آنه ثم الوادي الكبير وعليه تقع قرطبة وإشبيلية وهي قلب الأندلس الإسلامي، ومن نهر الوادي الكبير يتفرع نهر شنيل، وعلى فرع من فروعه يسمى حداره تقع غرناطة.
	أما أنهار الغرب فليس فيها إلا نهر واحد كبير يطلق عليه اسم النهر وهو إبرة[ ؟ ] ، وتقع عليه برشلونة عاصمة إقليم قطالونيا الذي استقل استقلالا داخلياً. وأما بقية الأنهار التي تصب في البحر المتوسط بعد نهر إبرة، فصغير نسبياً أسماها العرب بأسماء المدن التي تقع عليها، فهناك نهر بلنسية الذي يسمى أيضاً بالوادي الأبيض، ونهر مرسية، وما إلى ذلك. وشبه الجزيرة – في مجموعة – إقليم جاف بصفة عامة، فلا تكثر الأمطار إلا في نصفه الشمالي، أي إلى الشمال من وادي تاجة الذي تقع عليه طليطلة عاصمة شبه الجزيرة قبل الفتح العربي.
ويظهر أن النصف الأغنى هو الشمالي، حيث توجد الأنهار الضخمة وأراضي المزارع الواسعة، وتوجد فيما بين نهر تاجة ونهر المنيو أوسع مناطق القمح في أوروبا بعد أوكرانيا في روسيا، وهناك أيضا – أي في الجزء الشمالي من شبه جزيرة أيبيريا – أراضي المزارع الواسعة التي تتربى عليها الماشية الكبيرة والأغنام وفيرة الصوف وكذلك الخيول كبيرة الحجم. وهناك أيضاً مناجم الحديد والفحم ومعادن أخرى.
ومن الملاحظ أن القسم الذي ساده العرب كان أوسع مساحة، بينما كان القسم الذي ساده المسيحيون أصغر حجماً ولكنه أكثر ثروة ولكنه نتيجة لذلك كانت ثروته أوفر، ولهذا كان الناس أيسر حالاً، وغذاؤهم أحسن، وكذلك كانت خيلهم أقوى، الأمر الذي يفسر لنا بعض أسباب عنف المعارك بين العرب وخصومهم دائماً، برغم أن المسلمين كانوا يملكون القسم الأكبر ولكنه الأفقر، فلم يكن في النواحي الداخلة في الأندلس من الأقاليم الغنية فعلاً إلا إقليم بلنسية في الشرق، وهي اليوم أعظم مناطق إنتاج البرتقال والأرز[ ؟ ] في أوروبا، ثم ناحية أشبيلية، وفيما يلي ذلك، فإن بقية البلاد الأندلسية التي يفخر بها العرب كانت تقوم في مناطق فقيرة نسبياً، حتى قرطبة ذات الصيت البعيد تقع في إقليم فقير في جملته. ومن هنا، يتضح أن العرب أخطأوا خطئاً شديداً عندما جعلوا عاصمتهم مدينة قرطبة على نهر الوادي الكبير، لأن الوادي الكبير نفسه إقليم فقير، ثم إنه لا يمكن السيطرة على شبه الجزيرة من بلد يقع في سدسها الجنوبي، ولو أن العرب جعلوا عاصمتهم طليطلة لتغير وجه التاريخ، لأن طليطلة تقع في وسط شبه الجزيرة تقريباً. ومن الوسط تستطيع بطريقة أسهل السيطرة على البلد، ثم إن طليطلة، وعلى مقربة منها مدريد، وهي منشأة عربية تقع في وسط الإقليم الغني حيث الغذاء واوفر والمراعي غنية ومصادر المعادن متوفرة، وهي أسلحة الصراع الكبرى.
ومن ثم، يتضح أن الطبيعة المائية النهرية لإسبانيا وشبه جزيرة أيبيريا ككل، وربما كان لتلك الطبيعة تأثيرها الهام في المكون الثقافي لملوك وأمراء إسبانيا وشعبها، مما جعلهم– في مرحلة تالية – يوافقون على اقتراح كريستوفر كولومبوس ومشروعه الذي انتهى باكتشاف العالم الجديد.
وغني عن البيان أن الطبيعة أو الجغرافيا لم تجد على إسبانيا إلا بميزة التجارة البحرية، حيث كانت الأرض في الشمال خصبة غزيرة الأمطار والثلوج الذائبة من جبال البرانس، وكانت قنوات الري، وأكثرها خلفه المغاربة للغالبين، قد استصلحت الأراضي الجدباء في بلنسية ومرسية والأندلس، ولكن بقية الأراضي الإسبانية كانت جبلية أو قاحلة إلى درجة مثبطة للهمم. ولم يتح لهبات الطبيعة أن تنمو وتتطور بفضل الإقدام الاقتصادي، فذهب أكثر الأسبان حباً للمغامرة إلى المستعمرات، وفضلت إسبانيا شراء المنتجات الصناعية من الخارج بذهب مستعمراتها وما تغله مناجم الفضة أو النحاس أو الحديد أو الرصاص في إسبانيا ذاتها. وتخلفت صناعاتها التي كانت لا تزال في المرحلة النقابية أو البيتية تخلفاً شديداً عن صناعات أقطار الشمال النشيطة، وكان الكثير من مناجمها الغنية تشغله الإدارة الأجنبية لحساب المستثمرين الألمان أو الإنجليز.

#### الخلفية التاريخية (تراث الصراع والحروب)
يرى البعض أن الميزة الكبرى لتاريخ الأسبان كانت في الصراع مع المسلمين، إلا أن ما أريق من الدماء في الحروب الأهلية بين الإقطاعيين المسيحيين الأسبان أكثر مما سفك من دماء في الحروب المديدة بين المسيحية والإسلام في إسبانيا. وقد أدى تصارع القوى الإسبانية إلى تحولات خطيرة في كيان ذلك البلد السياسي، أسفرت عنها الدولة الإسبانية الحديثة.
وكانت المناطق المسيحية الإسبانية من أقل الأجزاء الأوروبية ثراءً وأكثرها نزاعاً وفوضى. ومن ناحية أخرى، فإن الأوضاع المتردية في الأجزاء الإسلامية قد مكنت الأسبان من إحراز انتصارات على المسلمين في القرن الحادي عشر، إذ أن سقوط الخلافة الإسلامية هناك سنة 1036م، واختلاف دول الطوائف ساعد على توفير فرص مناسبة لألفونسو السادس ملك قشتالة لتوسيع رقعة بلاده.
وقد شهدت إسبانيا في القرنين الثاني عشر والثالث عشر تعاظم كل من مملكتي قشتالة وأراغون ونمو مؤسسات الحكم المركزي والمحلي في هاتين الدولتين. إذ أصبحت أشبيلية عاصمة لمملكة قشتالة في عهد فردناند الثالث، واهتم ابنه الفونسو التاسع (1252-1284) بالحركة العلمية معتمدا على المسلمين واليهود في ترجمة التراث الإسلامي، فأسس مدرسة خاصة لعلم الفلك، ثم شكل لجنة من المؤرخين لوضع تاريخ إسبانيا والعالم، وأمر بترجمة الإنجيل عن العبرية مباشرة. وأصبحت لغة قشتالة واسطة للتعبير الأدبي الإسباني منذ ذلك العهد. وكان ألفونسو التاسع يطمح في عرش الإمبراطورية الرومانية المقدسة، وصرف على ذلك أموالاً طائلة. وأدى احتياجه لمزيد من الأموال إلى تلاعبه في العملة وزيادة الضرائب. وقد أثقلت سياسته كاهل أتباعه مالياً فخلعوه عن العرش.
وتبوأت مملكة أراغون مركزاً مرموقاً في تلك الفترة، إذ تم توحيد قطالونيا وأراغون في سنة 1162م في عهد بترونيلا (1137-1173) نتيجة لأواصر نسب بين العائلتين الحاكمتين. وازدهرت الحياة الاقتصادية في أراغون لسياسة ملكها بيدرو الثاني (1196-1213) الذي أولى ميناء برشلونة عناية خاصة لأهميته الاقتصادية فاتخذ منه عاصمة له. وقد ضمن هذا وراثة العرش لابنه البالغ من العمر خمس سنوات بجعل مملكته تابعة إقطاعاً إلى البابا أنوسنت الثالث. وقد حاول النبلاء في عهد الوصاية على جيمس الأول بدون جدوى الاستئثار بالحكم. وقد أظهر جيمس فيما بعد مقدرة على الحكم ولقب بالفاتح، إذ تمكن من انتزاع جزر البليارد من المسلمين (1229-1235)، كما حاول الاستيلاء على الأجزاء الجنوبية من فرنسا بطرق التآمر، إلا أن سياسة لويس التاسع الفرنسي حالت دون ذل
لقد فتحت أراغون صفحة ك.جديدة في علاقاتها الخارجية في عهد الملك بيدرو الثالث (1276-1285)، ألا وهو الموضوع الصقلي، إذ ارتبط هذا بأواصر نسب عائلية مع مانفردهو هنشتاوفن ملك الصقليتين فطالب بوراثة ذلك العرش، حينما انتزعه شارل الانجوي بمساعدة البابوية. لهذا، أمر بإلغاء تبعية أراغون الإقطاعية للبابوية، ولم يهتم بقرار التحريم الذي أصدره البابا ضده، وقاد حملة لاحتلال صقلية سنة 1282م بناء على طلب ثوارها الذين أطاحوا بالحكم الأنجوي.
وشهدت تلك الفترة قيام الإقطاع وتدهوره في كل من قشتالة وأراغون، إذ تمكنت السلطات المركزية بمساعدة المدن من إخضاع الإقطاعيين، ووضع ألفونسو العاشر (1252-1284) الدستور القشتالي المكون من سبعة فصول (1260-1265)، ويعتبر هذا الدستور السباعي من دساتير أوروبا الهامة. استند واضعوه على قوانين الغوط وشريعة جستنيان، وأصبح في سنة 1492 مطبقاً على كافة إسبانيا.
تكون في القرن الثاني عشر البرلمان الإسباني المعروف كورتز Cortes، حيث ظهر أول مرة في ليون سنة 1137م، وكان يضم في بادئ أمره الإقطاعيين ورجال الدين، ثم احتوى سنة 1188م على ممثلي المدن. وبذلك يعتبر الكورتز أول برلمان تمثيلي في أوروبا، وأصبح له تأثيرات في سياسة الملوك عند إعلانهم الحرب أو عقدهم السلم. ومع أن البرلمان الإسباني لا يملك سلطة التشريع عن طريق الملك، فإن الملوك كثيراً ما ينصاعون لرغبات المجلس لاحتياجاتهم المتكررة للأموال، كما شكل أعضاء البرلمان لجنة تضم ممثلين عن كافة الطبقات تسمى Junta مهمتها الإشراف على سير القوانين في فترات انقطاع جلسات البرلمان.
وعلى صعيد آخر، فقد حركت ثروات المسلمين واليهود التي وقعت في حيازة أراغون أطماع ملكها جيمس الأول، فأمر بإجلائهم عن بلاده سنة 1247م وقدر عددهم بمائة ألف نسمة. وأدى ذلك العمل إلى انحطاط الصناعة في أراغون منذ ذلك التاريخ.
والجدير بالذكر أن اتحاد العرشين القشتالي والأراغوني في أواخر القرن الخامس عشر كان يعد بمثابة البداية الحقيقية لتاريخ إسبانيا الحديثة. وقد جاء ذلك الاتحاد في أعقاب سلسلة من الأحداث، فقد اشتبك هنري الرابع[ ؟ ] (1454-1474) ملك قشتالة في نزاع مع رجال الدين والنبلاء حول ولاية العهد، حيث فضل هذا إسناد العرش من بعده إلى ابنته جوانا انصياعاً لرغبة أمها البرتغالية. لهذا عقد النبلاء ورجال الدين مؤتمراً في أفيلا سنة 1365 قرروا فيه إسناد ولاية العهد إلى أخيه الفونسو. غير أن وفاة الأخير أربكت الوضع مجدداً. وقد اتجهت أنظار المعارضة إلى أخته إيزابيلا زوجة فرديناند وريث عرش أراغون سنة 1469. وقد بايع أتباع جوانا بعد وفاة زوجها هنري ملك البرتغال الذي اشتبك في حروب مع القشتاليين لخمس سنوات انتهت سنة 1479م بانتصار جيوش إيزابيلا. كما حدث أن أعلن في نفس السنة اعتلاء فرديناند عرش أراغون. وبذلك اتحد العرشان أراغوني والقشتالي بشكل دائم مكونين الدولة الإسبانية الحديثة.
اتبعت إيزابيلا (1474-1504م) سياسة مركزية قضت فيها على النبلاء المتمردين مستعينة بمنظمة الإخوة المقدسة Santo Herman في تنفيذ الأوامر الحكومية. ونالت موافقة البابوية في ضم فرق الفرسان الثلاثة إلى الدولة وجعلها خاضعة للسلطة المركزية. وكان شعار إيزابيلا الوحدة الإسبانية المتمثلة بسلطان واحد ودستور واحد ودين واحد. واعتمدت أيضاً في تحقيق ذلك الشعار على محاكم التفتيش بعد أن كيفتها لمقتضيات الدولة. وهكذا أوجدت إيزابيلا نوعاً جديداً من هذه المحاكم الدينية سنة 1478م، وكانت تسمى  Holy Office، ووجهت تلك المحاكم نقمتها سنة 1480م على اليهود والمسلمين. ثم شرعت إيزابيلا بالاستيلاء على آخر الإمارات الإسلامية ألا وهي غرناطة، والتي كانت تمتد من شمال جبل طارق الذي وقع بيد القشتاليين منذ سنة 1462م إلى الجنوب الشرقي حيث قرطاجة الإسبانية، ويبلغ طولها الساحلي ثلاثمائة ميل، وتتراوح أعماقها الداخلية بين الثلاثين والتسعين ميلاً، وقد استولت عليها إيزابيلا سنة 1492م، كما أمرت بطرد اليهود من أراغون وقشتالة في السنة ذاتها. ووضعت إيزابيلا الحجر الأساسي للإمبراطورية الإسبانية عند اكتشاف كريستوفر كولومبوس – عن طريق الخطأ – العالم الجديد عام 1492م.

#### تأثير النهضة الأوروبية
انتقلت أوروبا من العصر الوسيط إلى عصر النهضة، عبر تراكمات وتطورات صناعية واقتصادية وثقافية واجتماعية. فإذا كان العصر الأول قد تم تشبيهه بفترة آسنة فكرياً، وكانت أوروبا فيه ساجدة للهياكل الدينية وخاصة في العقيدة والسلطة والفلسفة، فإن العصر الأخير تم تشبيهه بنهوض أوروبا من كبوتها وولادتها الثانية لوصل حاضرها بماضيها الكلاسيكي، وهي الفترة التي تحررت فيها العقول منطلقة من قماقمها كاشفة لأسرار الطبيعة.
وكانت الأصول العامة للتاريخ الأوروبي الحديث ترجع إلى فترة نمو الرأسمالية، وظهور المراكز التجارية، وما تبع ذلك من حركة الكشوف أو الاكتشافات الجغرافية، وتغيرت معالم خريطة العالم المعروفة آنذاك، من ثلاث قارات كانت هي وحدها المعروفة، فإن ذلك قد أسلم حكم العالم كله لأوروبا، وأخضع أوروبا لسيطرة وتفوق نفوذ دولة واحدة فيها، هي إسبانيا. ولكن الإنسان الأوروبي كان لايزال يمر في مرحلة تطور وتغيير، في طريقة معيشته وتفكيره، وحتى في نظرته إلى عقيدته، الأمر الذي أدى إلى ظهور حركات الإصلاح الديني، وما تبعها من حروب دينية، أعطت إسبانيا كذلك دور المدافع عن المذهب الكاثوليكي، و«المحافظ» على سلطة الكنيسة الكاثوليكية وسطوتها، في نفس الوقت الذي كانت إسبانيا فيه على رأس القوى التي غيرت خريطة العالم فيما بعد.
وكان التحرر الفكري في أوروبا من أهم مميزات العصر الحديث، وكان ثورة على الجمود الذي ساد الحياة الأوروبية خلال العصور الوسطى. لذلك كانت أهم ميزة لهذا العصر أن الفرد قد أصبح حراً في أن يختار من العلوم وألوان الثقافة ما لا يلائم طبيعته وتفكيره غير مقيد بتقاليد الكنيسة وتعاليم رجال الدين الجافة، وهم الذين كانوا يسيطرون على العقول والاتجاهات الفكرية في العصور الوسطى، وكان لهم تأثيرهم الواضح على الأذهان عندئذ ، لأنهم كانوا الفئة الوحيدة المتعلمة إلى جانب أقلية من الأرستقراطية في المجتمع. وهكذا أصبح التفكير حراً يهدف للوصول إلى الحقيقة، ويعمل على توفير كل أسباب السعادة والحياة التي توفر الراحة للفرد أو الإنسان، ومن ثم ظهرت الحركة واسعة النطاق الشاملة التي عرفت بالحركة الإنسانية، والتي تزعمها جماعة يعرفون بالإنسانيين. ومن تلك التسمية، يتبين أن الإنسان كان موضع البحث والاهتمام. فلم تعد هناك حقائق خفية يجب عدم التعرض لها كما كان يوحي بذلك رجال الدين من قبل، وأصبحت المعرفة في حد ذاتها معرفة كل شئ، والتأكد من حقيقتها هو الاتجاه الجديد. وقد ترتب على ذلك أن هذه الحركة الإنسانية اهتمت بالبحث عن تلك الحقائق في كنوز المعرفة القديمة الرومانية والإغريقية بصفة خاصة، فانكشفت المعلومات الحديثة التي كان يجهلها الغربيون من قبل.
والجدير بالذكر أن النهضة قد دخلت إلى شبه جزيرة أيبيريا – وتشمل إسبانيا والبرتغال – على أيدي التلاميذ الذين زاروا إيطاليا في القرن الخامس عشر. ولكنها لم تعمر طويلاً، نظراً لانتشار الرجعية في إسبانيا منذ عام 1530م في عهد شارل الخامس، ولأن مراكز الثقافة في هذه البلاد كانت موزعة في جامعات سالامنكا ، وأشبيلية ، وآلكالا ، ولشبونة. وكانت تعتمد في بقائها على مناصرة الأمراء ضد رجال الدين والرهبان، فلم تنتشر الدراسات الإنسانية الأدبية في الأوساط الاجتماعية عموماً. وفضلاً عما سبق، فإن رجال النهضة وهم أصحاب الثقافة الوثنية، كانوا يلقون كل عداء واضطهاد من جانب اليسوعيين الجزويت، وأدخلت محاكم التفتيش الرعب في قلوبهم.
وتعتبر إسبانيا الرجعية مسئولة عن تعطيل النهضة في فلندرا أيضاً مدة طويلة لأن هذه جزء من أملاكها. ومع ذلك، فقد ظهر أثر حركة إحياء العلوم والمعارف في إسبانيا خصوصاً في استخدام اللغة الإسبانية الأهلية في الكتابة، فكتب ميجيل دي ثيربانتس (1547-1616) روايته الشهيرة دون كيخوتي، التي نقد فيها مساوئ المجتمع في عصره، كما كتب معاصره لوبي دي فيج درامات عديدة.
وقد تأثر الأوروبيون باتصالهم بالعرب في الشرق أيام الحروب الصليبية، وفي الغرب أيام حكم العرب في الأندلس، حيث تأثروا بما اطلعوا عليه من معلومات مختارة في الطب والجغرافيا والرياضة والجبر وما لمسوه من تقدم في بعض الصناعات مثل صناعة الورق والحرير والسكر، كل هذه الاتصالات جعلتهم يؤمنون بضرورة جمع المخطوطات القديمة ودراستها ونقلها والتعليق عليها.
ولما كانت هذه المخطوطات مكتوبة باللغتين الإغريقية واللاتينية، فقد عكف بعض الإنسانيين على إتقان هاتين اللغتين. وكانت اللاتينية معروفة لدى الفئات المتعلمة، فكانت هي اللغة التي تكتب بها الأبحاث العلمية والأدبية. فازداد عدد المقبلين على تعلمها إلى جانب إقبالهم على تعلم اللغة الإغريقية حتى يستطيعوا تفسير ما جاء في الوثائق المكتوبة بها. وعندما تم لهم ذلك أظهروا اهتماماً بالغاً بلغاتهم القومية كالإيطالية، والإنجليزية والفرنسية والإسبانية وغيرها.
وهكذا أصبحت اللغات القومية غير قاصرة على التخاطب والتفاهم بل تعدت ذلك إلى البحث والتأليف، ومن ثم كانت النهضة بهذه اللغات واستخدامها سبيلاً ميسرة إلى توصيل المعلومات المتنوعة إلى مختلف الشعوب الأوروبية، ومنها بطبيعة الحال ترجمة الكتاب المقدس، وما ترتب على ذلك من إمكان اطلاع المؤمن المسيحي بنفسه على المعلومات الدينية الأصلية، ومعرفة ما أدخل عليها من إضافات تتعارض مع أسس الدين.
ومن ثم، فقد ظهرت الصيحات المطالبة بالإصلاح الديني، وما كان لها من أثر عميق في توجيه الأذهان والنفوس إلى إصلاح الكنيسة بشتى الطرق والوسائل، فكانت بذلك حركة الإصلاح الديني الواسعة النطاق والتي شملت بعض الدول الأوروبية.
ولقد ترتب على الحركة الفكرية الجديدة اكتشاف بعض الحقائق التي كانت خافية على المجتمع الأوروبي منذ العصور الوسطى مثل كروية الأرض ودورانها حول نفسها، كما كان لتقدم فن الملاحة وتطوير بعض الأجهزة مثل البوصلة والإسطرلاب أثره البالغ في نجاح بعض المغامرين الغربيين، وخاصة الأسبان والبرتغاليين والإيطاليين في تحقيق أهدافهم الكشفية والاستعمارية، فخطوا خطوات واسعة في هذين المجالين، واستطاعوا اكتشاف عالم كبير فيما وراء البحار، وكذا الأمريكتين وجزر الهند الغربية، بالإضافة إلى طريق رأس الرجاء الصالح إلى الشرق الأقصى. فكان لهذه الكشوف آثارها البعيدة في النواحي الاقتصادية والاجتماعية والسياسية.
وكان من نتيجة ذلك ظهور طبقة وسطى قوية ثرية، الأمر الذي أوجد تغييراً جذرياً في المجتمع الأوروبي الذي كان يحيا في العصور الوسطى حياة تتسم بالتخلف والجمود، فهي لا تعدو الزراعة والفروسية. ومما تميز به الفكر الحديث ظهور عدد كبير من المؤلفات الحديثة في ميادين العلم والأدب والفنون المختلفة.

#### تأثير الكنيسة وتميز وضع رجال الدين الكاثوليك
لقد أدعت الكنيسة الحق في نصيب مريح من جملة الناتج القومي بوصفها الحارس الإلهي للوضع الراهن آنذاك بطبيعة الحال. وقد قدر مصدر إسباني موثوق أن دخل الكنيسة السنوي بعد الضرائب بلغ 1,101,753,000 ريا ل، في حين بلغ دخل الدولة 1,371,000,000 ريا ل. وكان ثلث إيراد الكنيسة يأتيها من الأرض، ومبالغ طائلة تجمعها من العشور وبواكير الثمار، ومبالغ صغيرة من مراسيم العماد، والزيجات، والجنائز، والقداديس على أرواح الموتى، والحلل الديرية تباع للأتقياء الذين ظنوا أنهم إن ماتوا وعليهم هذه الأرواب، فقد يتسللون إلى الجنة دون مساءلة. وأتى الرهبان الجدد بمزيد من المال بلغ 53,000,000 ريال. على أن أوساط القساوسة كانوا بالطبع فقراء لكثرة عددهم من جهة، فقد كان في إسبانيا 91,258 من رجال الكهنوت، منهم 16,481 كانوا قسساً، و2,943 رهباناً يسوعيين. والجدير بالذكر أن ثروات رجال الدين الكاثوليك لم تثر أي احتجاج لدى الشعب الإسباني، وذلك أن الكاتدرائية من خلفهم، وقد أحبوا أن يروها في زينة بهية.
وقد ضرب تدينهم المثل والقدوة للعالم المسيحي. فلم يلق اللاهوت الكاثوليكي في بقعة أخرى في القرن الثاني عشر مثل هذا الإيمان الشامل به، ولاشهدت الطقوس الكاثوليكية مثل هذا الاحترام الشديد. ونافست الممارسات الدينية السعي وراء العيش وخلافه، باعتبارها جزءاً من صميم الحياة.
وكانت المواكب الدينية كثيرة مثيرة غنية بالألوان. وقد زكت طائفتان دينيتان أكثر من غيرهما في إسبانيا. فسيطر اليسوعيون على التعليم بفضل علمهم ولباقتهم في الحديث، وأصبحوا آباء الاعتراف للأسرة المالكة. أما الدومينكان فسيطروا على ديوان التفتيش. ومع أن هذه المؤسسة كانت قد ودعت عصرها الذهبي منذ أمد بعيد، فقد بقي لها من القوة ما يكفي لإرهاب الشعب وتحدي الدولة.
وقد مارس ديوان التفتيش رقابة خانقة على كل ضروب النشر. وقد قدر راهب دومنيكي أن المطبوع في إسبانيا خلال القرن الثاني عشر كان أقل من المطبوع في القرن السادس عشر. وكان أكثر الكتب دينية، وأحبها الشعب بوصفها هذا. وكانت الطبقات الدنيا أمية، ولم تشعر بحاجة للقراءة أو الكتابة. وكانت المدارس في قبضة رجال الدين، ولكن آلافاً من الأبرشيات كانت خلواً من المدارس. أما الجامعات الإسبانية التي كانت يوماً ما جامعات عظيمة فقد تخلفت تخلفاً شديداً عن نظيراتها في إيطاليا أو فرنسا أو إنجلترا أو ألمانيا في كل ناحية إلا اللاهوت التقليدي. وكانت مدارس الطب فقيرة، رديئة الإعداد وناقصة الأجهزة، واعتمد العلاج على الحجامة وإعطاء المسهلات والاستعانة ببركات القديسين والصلاة. وكان الأطباء الأسبان خطراً على حياة الناس. وكان العلم علم العصر الوسيط، والتاريخ أساطير، وزكت الخرافة، وكثرت النذر والمعجزات، وظل الإيمان بالسحر حياً إلى نهاية القرن.

#### ظهور الدول القومية
لقد بدأ أول ظهور للدول القومية الحديثة عند مطلع التاريخ الحديث في أواخر القرن الخامس عشر وأوائل السادس عشر، ويرجع ذلك إلى انطلاق الفكر الإنساني والأوروبي بخاصة نحو الاهتمام بسائر الدراسات والبحوث المتعلقة بحياة الفرد من جميع النواحي، مما جعل الأوروبيين يهدفون إلى المجتمع الذي يكفل لهم الطمأنينة والاستقرار، وباتوا لا يرون ضرورة للاحتفاظ بعالم مسيحي موحد من الناحيتين السياسية والدينية.
ومن ثم، فقد رأت كل جماعة – تسكن إقليماً له حدوده الجغرافية الواضحة، وترجع في أصلها إلى جنس واحد بصفة عامة أو أجناس متقاربة، ثم يتفق أبناؤها في اللغة التي يتفاهمون بها، كما يتفقون في المصالح والأهداف القومية – أن تخلق لنفسها وحدة قومية مستقلة خاصة بها.
كل هذه الأمور دعت إلى قيام الدول القومية الحديثة، إذ رأت هذه الجماعة أنها في حاجة إلى حكم جديد يعني فيه بكل مصالحها المعيشية والاقتصادية والاجتماعية والثقافية وعلاقاتها السياسية كافة. وكانت فكرة الإمبراطورية أو الدولة الواسعة هي الفكرة السائدة أثناء العصور الوسطى، حيث كانت هناك إمبراطورية عظيمة الاتساع، كما كان هناك البابا وهو الزعيم الديني الكاثوليكي لغرب أوروبا.
واشتهرت العصور الوسطى بمراحل الصراع المرير بين هاتين القوتين: قوة الإمبراطورية وقوة البابوية، فلم تقنع البابوية بتلك السلطة الدينية الواسعة على رعاياها المسيحيين الأوروبيين، بل أخذت تنافس الإمبراطورية في سلطاتها الزمنية. ذلك النظام السياسي لم يكن بطبيعته يخدم مصالح الشعوب الغربية المتفرقة العديدة المتباينة في أجناسها ولغاتها ومصالحها القومية، ولذلك نجد أنه عند مطلع العصور الحديثة نمت الاتجاهات القومية، ونجحت بالتالي بعض هذه الجماعات في تكوين وحدتها القومية.
وكانت إنجلترا وفرنسا وإسبانيا أسبق تلك الوحدات السياسية، وكان إتمام الوحدة القومية لهذه الدول الثلاث يرجع إلى أسباب خاصة متعلقة بكل منها، بينما تأخرت شعوب وأقوام أخرى في تحقيق هذه الوحدة.
وكانت إسبانيا من الدول التي حققت وحدتها القومية في وقت مبكر عند مطلع العصور الحديثة، ويرجع ذلك إلى عدة عوامل داخلية وخارجية، وأهمها تلك المصاهرة التي تمت بين أكبر مقاطعتين أسبانيتين وهما: قطالونيا وأراجون. وقد ساعد نجاح حكام إسبانيا في طرد البقية من العرب عن جنوبها، ساعد على تحقيق وحدة إسبانيا القومية والسياسية، وإن كان قد أضر بمصالحها الاقتصادية في ميادين الزراعة والصناعة والتجارة، حيث كان العرب يمتازون بتفوقهم العظيم في هذه الميادين.
ومما ساعد على تحقيق الوحدة القومية لإسبانيا عامل خارجي مهم يتمثل في اكتشاف كريستوفر كولومبوس للعالم الجديد في عام 1492م، فقد كان هذا العالم نقطة تحول هامة في تاريخ إسبانيا، إذ استطاعت جني ثمار هذا الكشف الجغرافي العظيم عندما تمكن بعض المغامرين الأسبان من استعمار بعض مناطق العالم الجديد مثل المكسيك وبيرو ومعظم جزر الهند الغربية. وقد جلبوا لإسبانيا من هذه البقاع الذهب والفضة، فساعدها ذلك على إعداد أقوى جيوش أوروبا في ذلك الوقت، فتمكنت من الانتصار على فرنسا في الحروب الإيطالية.
وانتقل الحكم من إيزابيلا وفرديناند إلى أسرة الهابسبورج بسبب سياسة المصاهرة الأسرية التي ساعدت أسرة الهابسبروج على توسيع أملاكها ونفوذها في أوروبا.

### الدوافع المباشرة للكشوف الإسبانية
يمكن القول إن الكشوف الجغرافية كانت نقطة البداية لانتشار النفوذ الأوروبي بصفة عامة، والنفوذ الإسباني بصفة خاصة، وبدء مرحلة الاستعمار التقليدي أو القديم. 	ظهور الدولة الوطنية الحديثة. وقد كانت هناك دوافع أو حوافز أو أسباب متعددة ومتنوعة وراء الكشوف الجغرافية بصفة عامة، والكشوف الإسبانية بصفة خاصة.
	ففي فترة الانتقال من العصور الوسطى إلى العصور الحديثة، استأنفت الملاحة نشاطها تدريجياً منذ القرن الثاني عشر خصوصاً وفي مدة القرون الثلاثة التالية: الثالث عشر والرابع عشر والخامس عشر، تأثر الملاحون بالفكرة الإغريقية القديمة القائلة بأن من المستطاع الوصول إلى الشرق إذا اتجه الإنسان جهة الغرب من الشواطئ الأوروبية الغربية. ولذلك، فقد بذل الملاحون جهوداً كثيرة طوال هذه المدة لتحقيق هذه الفكرة الإغريقية القديمة للوصول إلى الشرق، وهذا هو الدافع أو الحافز الأول للكشوف الجغرافية.
وثاني تلك الدوافع للوصول إلى الشرق – عبر الكشوف الجغرافية – يتمثل في فإن هذه الدولة التي توطدت حكومتها الموحدة والمنظمة القوية سرعان ما صارت تشعر بالعزة القومية، ويدفعها هذا الشعور إلى الرغبة في بسط سيطرتها على غيرها من الأمم والشعوب التي تأخر تكوينها، وكانت أقل ثقافة منها، وأقل تنظيماً سواء في القارة الأوروبية أو في خارجها. ولذلك، كانت أسبق الدول التي سعت لنشر نفوذها في الخارج (أي خارج القارة) – من خلال الاستعمار – تلك الدول الست الكبرى التي تم تكوينها وتوحدت السلطة بها، وهي: إسبانيا، البرتغال، هولندا، إنجلترا، فرنسا، وروسيا. ثم تأتي بعدها الدانمارك والسويد، ثم إيطاليا وألمانيا في القرن التاسع عشر. هذا، بينما ظلت النمسا محرومة من امتلاك المستعمرات لأنها تألفت من شعوب كثيرة وكانت بعيدة عن مجموعة الدول الوطنية الحديثة. وكان من الطبيعي أن تقوم تلك الدول الوطنية، التي اعتزت بقوميتها واعتقدت في صلاحية حضارتها، بنشر أصول هذه الحضارة، إلى جانب مذاهبها الدينية.
وثالث تلك الدوافع أو الحوافز هو الدافع الديني، حيث بقيت الرغبة في نشر المسيحية، من الحوافز التي دفعت الأسبان والبرتغاليين إلى تحمل المشاق العظيمة أثناء رحلاتهم، بل إن هذا الدافع الديني ظل يوجه جهود المستكشفين والمستعمرين في القرون التالية، كما فعل الفرنسيون عندما صاروا يدعون إلى المسيحية ويبشرون بها على يد جماعة الجزويت (اليسوعيين) في حوض المسيسبي ومنطقة البحيرات العظمى في أمريكا الشمالية، أو ما فعله الإنجليز الذين كان لدعواهم أنهم إنما يحملون نوعاً من الحياة الجديدة «حياة الحرية» المؤسسة على أنظمة الحكم الدستوري، والتي يتمتعون بها في بلادهم، إلى جهات العالم المختلفة، أثر ملموس في اتساع رقعة إمبراطوريتهم.
أما رابع تلك الدوافع أو الحوافز الكامنة وراء الكشوف الجغرافية فيتمثل في الربح التجاري. فقد نجم عن توسع الإمبراطورية العثمانية وسيطرتها على طرق التجارة القديمة مع الشرق أن ظهرت الرغبة في إيجاد طريق مأمون للتجارة مع الشرق. وعندما أرادت أوروبا الاستئثار بالكماليات المستوردة من الشرق ثم الاتصال المباشر بالمناطق التي تصدر هذه الكماليات إلى أوروبا في نهاية القرن الخامس عشر تقريباً خرجت الحملات الاستكشافية لارتياد البحار المجهولة. وقد اتفق هذا مع نشأة وقيام الدولة الوطنية الحديثة ذات الحاجة المتزايدة للموارد الطائلة للإنفاق منها على شئونها، فكانت لا مفر من أن تنشط التجارة مع الشرق وخصوصاً عندما كانت هذه الدول الحديثة تأخذ بالنظام التجاري في اقتصادها القومي وهو نظام يقضي دائماً بضرورة زيادة موارد الدولة، ومن أهم وسائل هذه الزيادة الربح التجاري. أي أن الدولة الحديثة كانت في حاجة مستمرة لأسواق جديدة، لتصريف منتجاتها. فنشطت أعمال الكشف الجغرافي والاستعمار خارج القارة الأوروبية. وبقي لعامل الربح التجاري هذا آثار ظاهرة في ميادين الاستكشاف والاستعمار من القرن التاسع عشر خصوصاً إلى الوقت الحاضر.
ويضاف إلى ما سبق عامل خامس وهو دافع أو حافز داخلي، يتمثل في رغبة الدول التي ضاقت أرضها بأهلها وسكانها في أن تجد أقاليم صالحة لتوطن واستقرار هؤلاء السكان والأهالي الفائضين بها، ولو أن هذا العامل كان ضعيف الأثر قبل القرن التاسع عشر.
وفضلاً عما تقدم، فقد كانت هناك دوافع أو حوافز أخرى، مثل: غريزة حب الاستطلاع، ورغبة بعض الناس في أن يحيوا حياة مفعمة بالحوادث والمغامرات، ويتسع فيها المجال للمغامرين في القرن السادس عشر خصوصا مثل الفاتحين الأسبان والملاحين الإنجليز في عهد الملكة أليصابات ، ثم رغبة البعض الآخر في الهجرة إلى بلدان مأمونة وأماكن جديدة يستطيعون فيها ممارسة شعائرهم الدينية، وذلك عندما اشتد الاضطهاد الديني في أوروبا نتيجة لانتشار حركة الإصلاح الديني وانتعاش الكاثوليكية بها، وما ترتب على ذلك من حروب مهلكة واضطهادات عنيفة.
ويضاف إلى كل ذلك ما حدث من تغيير كبير طرأ على أفكار الناس عموماً نتيجة لتنبه الذهن البشري في عصر النهضة. كما كان لتقدم المعلومات الجغرافية وارتقاء فن الملاحة مع تقدم صناعة بناء السفن، واستخدام البوصلة البحرية وآلة الإسطرلاب أكبر الأثر في تشجيع المغامرين على القيام بهذه الرحلات البعيدة، هذا، وقد كان لاستخدام البارود تأثير واضح في القضاء على مقاومة الأهالي والسكان الأصليين في البلدان التي قصدها هؤلاء المغامرون، على نحو ما يشاهد في تاريخ الاستعمارين الإسباني والبرتغالي في بداية العصور الحديثة.

## ملامح الكشوف الإسبانية وتوسعاتها الاستعمارية وتكوين الإمبراطورية الإسبانية

### ملامح الكشوف الإسبانية وتوسعاتها الاستعمارية
بينما كان البرتغاليون منهمكين في البحث عن الطريق إلى الهند جنوباً بالدوران حول أفريقيا، كان هناك إيطالي يعمل لحساب إسبانيا وهو «كريستوفر كولومبوس» يتجه غرباً ويكشف عن غير قصد قارة جديدة هي قارة أمريكا.
	وقد بدأ يظهر اهتمام كولومبوس بالشئون البحرية منذ عام 1480 بعد زواجه من ابنة برتغالي معروف بمقدرته الملاحية. وهكذا نجده يحاول أن يحقق مشروعه في الوصول إلى الهند غرباً. وقد سيطرت عليه فكرة كروية الأرض التي عرفها وأعلنها العلماء الأقدمون من اغريق ورومان. وقد ساعد كولومبوس على المضي في مشروعه ما اتصف به من صلابة في الرأي. بدأ بالتفكير في عرض مشروعه على بلده حتى يكسبها فخر نجاح محاولاته ولكنه فشل عندما رفض السناتو في جنوه مساندته في مشروعه، فلجأ إلى البرتغال وطنه الثاني. فأحسن الملك جون الثاني استقباله. وأرسل مشروعه لفحصه إلى أسقف «سبته» وإلى طبيبين يهوديين عالمين في الوقت نفسه بشئون الملاحة ولكنهم بدافع عامل الغيرة والحقد على كولومبوس أعلنوا خطورة الإقدام على المشروع وعدم احتمال نجاحه.
وقد اشتد غضب كولومبوس، فغادر البرتغال، وقصد إسبانيا في نهاية عام 1484 كما أنه أرسل أخاه إلى الأمير هنري في إنجلترا وهو الذي أصبح بعد قليل الملك هنري السابع مؤسس أسرة التيودور فيها. وبينما كان أخوه يعرض الأمر على هذا الأمير، كان هو نفسه يعرض المشروع على فرديناند وإيزابيلا، وكانا مشغولين بالحرب ضد العرب في إسبانيا ومع ذلك فقد رحبا به وعهدا إلى «تلافيرا» رجل الدين المقرب من الملكة لفحصه. وبعد بحث طويل وضياع خمس سنوات لم يصل إلى كولومبوس أي موافقة على مشروعه بل أن ملكي إسبانيا صرحا له بأنهما لن يقدما على أي عمل جديد قبل الانتهاء من الحرب ضد العرب.
	وعندما نجحت إيزابيلا وفرديناند في طرد البقية الباقية من العرب من غرناطة توسط وزيران لمشروع كولومبوس فوافقت الملكة عليه، ولما كانت حالة البلاد المالية سيئة، فقد تبرعت بجواهرها لكي تغطي نفقات رحلة كولومبوس، ثم عقدت معه معاهدة في «سانت فيه» - حيث كان الملكان يقيمان – بتاريخ 17 أبريل 1492 ونص الاتفاق على «أن فرديناند وإيزابيلا بوصفهما ملكي المحيط قد أنعما على كولومبوس برتبة أدميرال أعظم على كافة البحار، والجزر والقارات التي يكتشفها، على أن تؤول كل هذه الممتلكات لأولاده من بعده». وقد عين كذلك نائباً عن الملك في كافة الأراضي التي يكتشفها، وله عشر المكاسب التي تجنيها إسبانيا من العمليات التجارية الناتجة عن الكشوف الجديدة.
وقد زوده بالمال اللازم للرحلة علاوة على حلي الملكة وكانت عدته من ثلاث سفن ، رحلت السفن الثلاث من ثغر «بالوس» في 3 أغسطس 1492 وتوقفت الرحلة في جزر الكناري. ولكنها لم تلبث أن استأنفت الرحلة من جديد في 9 سبتمبر.
	ولم يلبث أن قام كولومبوس برحلات ثلاث أخرى (1493-1398-1502) وفيها تم الكشف عن جزر الهند الغربية. وفي رحلته الثالثة سار بمحاذاة الساحل الشمالي لأمريكا الجنوبية عند مصب نهر أورينكو. وفي رحلته الرابعة سار بمحاذاة بعض سواحل أمريكا الوسطى، ووصل فعلاً مضيق بنما. ومات عام 1506 بعد وصوله إلى إسبانيا بقليل.
فقد كولومبوس حظوته عند الشعب الإسباني ابتداء من رحلته الثانية وذلك لأن رحلاته لم تحقق ما وعد به كولومبوس، كما أنها لم تحقق المطامع التي تاقوا إليها من الذهب والفضة .
	مات كولومبوس في إسبانيا عام 1506 وهو يعتقد أنه قد وصل إلى آسيا وأن الجزر التي اكتشفها إنما هي تلك التي توجد بالقرب من الهند، ومن هنا ترجع تسميتها إلى جزر الهند الغربية، وكذلك تسمية سكانها الأصليين بالهنود. ولم تلبث الأذهان أن أخذت تشك في أن هذه الأراضي التي وصل إليها كولومبوس هي آسيا، ولا سيما بعد تلك الرسالة التي نشرها «أمريجو فسبوتشي» الفلورنسي، فأشار إلى هذه الأراضي المكتشفة حديثاً بالعالم الجديد. وقد قام برحلته لحساب البرتغال في إتمام كشف البرازيل فاقترح عالم من اللورين إطلاق اسم أمريكا على هذه الأراضي المكتشفة عام 1507. وقد تأكد هذا الاعتقاد عندما عبر «بالبوا» الجبال التي يتكون منها المضيق (مضيق بنما) ووجد نفسه تجاه محيط عظيم واسع الأرجاء في عام 1513.
وقد انقطع الشك فأصبح يقيناً بعد رحلات ماجلان حول الأرض، بين عامي 1519 و1522. حدث ذلك في عهد ملك إسبانيا شارل الأول الذي تولى عرشها عام 1516 (وتوج امبراطوراً باسم شارل الخامس عام 1519). ففي عهده بلغت البعوث الكشفية الإسبانية الذروة. وماجلان برتغالي كان يعمل تحت قيادة «الميدا» في الهند، آمن بفكرة الوصول إلى الشرق عن طريق السير غرباً حول الطرف الجنوبي لأمريكا. ولما كان مغضوباً عليه من ملك البرتغال فقد قدم مشروعه لملك إسبانيا فرحب به. وكان يتلخص في أن الطريق إلى جزر التوابل من الغرب أقصر إليها من الشرق، وأن هذه الجزر تقع في المنطقة المخصصة لإسبانيا حسب الاتفاق المعقود بينها وبين البرتغال.
أعدت الحملة من خمس سفن أبحرت في أغسطس 1519 من ميناء سان لوكار واتجهت في المحيط الأطلسي جنوباً فسارت حتى ريودي جانيرو في البرازيل ثم إلى مصب نهر ريودي لابلاتا" وسارت بمحاذاة الشاطئ الشرقي لأمريكا الجنوبية واكتشف رجالها في أكتوبر 1520 ممراً مائياً عميقاً جداً محصوراً بين جبال شاهقة تغطيها الثلوج. وكان هذا الممر عند الطرف الجنوبي لأمريكا الجنوبية ويفصل هذه القارة عن جزيرة أرض النار. وقد أطلق على هذا الممر اسم مضيق ماجلان وطافت السفن حول الطرف الجنوبي لأمريكا الجنوبية عبر هذا المضيق ثم دخلت في 20 نوفمبر إلى المحيط الهادي، وسماه ماجلان بهذا الاسم لأنه وجده قليل الأعاصير بالقياس إلى ما عاناه في المحيط الأطلسي، وأبحرت السفن شمالا في اتجاه الغرب وقطعت آلاف الأميال البحرية في المحيط الهادي ومرت بجزر " ماريانا" ثم وصلت إلى جزر الفيلبين. وأطلق عليها هذا الاسم تكريماً لفيليب ابن شارل الخامس والذي سيعتلي عرش إسبانيا باسم فيليب الثاني (1556-1598).
اعتقد ماجلان أنه وصل إلى جزر التوابل ولكنه كان قد أخطأ في تقدير درجات العرض، وابتعد عشر درجات شمالاً عن الطريق المؤدي إلى جزر التوابل، ونتج عن ذلك أن أصبحت هذه الجزر تابعة لإسبانيا. وقد لقي ماجلان حتفه في نزاع مع سكان إحدى هذه الجزر في أبريل عام 1521، فتولى القيادة من بعده أحد رجال الحملة وهو «جون سباستيان ديلكانو» وغادرت الحملة الفلبين بعد أن نقص عدد رجالها نقصاناً خطيراً. وفي نوفمبر 1521 وصلت إلى إحدى جزر التوابل وهي «تيدور» وكان الوصول إليها من الأمور التي راودت خاطر ماجلان.
وفي فبراير 1522 غادرت الحملة جزر التوابل في طريق عودتها إلى إسبانيا، فعبرت المحيط الهندي ومرت برأس الرجاء الصالح في 6 مايو 1522، ودلفت إلى المحيط الأطلسي بعد أن أمضت في رحلتها ثلاث سنوات، وكان عدد بحارتها في أول الرحلة أكثر من مائتين. مات وقتل معظمهم حتى هبط عددهم إلى ثمانية عشر رجلاً، وكان معظمهم من المرضى، وبعد أن كانت الحملة مكونة من خمس سفن عادت الحملة بسفينة واحدة ولكن عندما وصلت هذه الحملة إلى «ملوكاس» جزر التوابل الواقعة في الشمال الغربي من أستراليا- وقد عرفها العرب منذ أيام القرن العاشر، ولكنها وقعت في يد هولندا عام 1605، ثم استقلت وأصبحت جزءاً من جمهورية إندونيسيا – استطاعت أن تحصل على شحنة من التوابل وجد عند العودة أنها كفيلة بتغطية جميع نفقات هذه الرحلة الطويلة الأولى من نوعها في العالم.
كان لهذه الرحلة نتائج على جانب عظيم من الأهمية ، فهي قد أثبتت أن السير في اتجاه واحد سواء أكان ذلك من الشرق أم من الغرب يؤدي إلى المكان الذي بدأ منه الإنسان رحلته. وبذلك استقرت في الأذهان الحقيقة الجغرافية، وهي كروية الأرض وصححت مواقع الأراضي المستكشفة، وأيقن رجال البحث أن هناك قارتين عظيمتى الاتساع هما أمريكا الشمالية وأمريكا الجنوبية تقعان بين أوروبا وآسيا، فضلاً عن محيط مترامي الأطراف كان مجهولاً وهو المحيط الهادي. فتحت رحلة ماجلان الشرق الأقصى أمام أوروبا بطريق ملاحي متصل، وربطت بين العالم الجديد الذي يضم الأمريكتين، وبين الشرق الأقصى باكتشاف الممر الذي يعرف باسم ماجلان في أقصى الطرف الجنوبي من أمريكا الجنوبية موصلاً بين المحيطين الهادي والأطلسي. ولم يبق غائباً عن مجال المعرفة سوى أستراليا والأقاليم القطبية.

### تكوين الإمبراطورية الإسبانية والنظام الاستعماري الإسباني
احتل الأسبان بادئ الأمر جزر الهند الغربية ولكنهم لم يجدوا بها غير قدر ضئيل من الذهب وكانوا يطمعون في العثور على كميات كبيرة منه ولكن أحاديث السكان الأصليين دلتهم على أن الذهب وغيره من المعادن الثمينة توجد بكثرة في قلب القارة الجديدة. وهنا فكر الأسبان في غزو هذه القارة، وكان ذلك بعد أربعة عشر عاماً من وفاة كولومبوس حيث جاء ذلك من خلال الخطوات التالية.

#### استعمار المكسيك
كان يسكن القارة الأمريكية شأن جزر الهند الغربية أقوام متوحشون. ولكن في بعض المناطق كالمكسيك وبيرو وجد الأسبان ممالك حقيقية، وصلت إلى درجة متقدمة من الحضارة، ومن الاكتشافات الحديثة يظهر أن حضارة هذه الأقاليم إنما ترجع إلى عهد بعيد.
عند وصول الأسبان إلى المكسيك وجدوها محتلة بجماعة من «الآستك» وهي جماعة نزحت جنوباً وكانت حديثة العهد بالسلطة في هذا الإقليم. ومن المظاهر الحضارية لهذه الجماعة، أنها كانت تشتغل بالزراعة، وتطرد من حظيرتها كل من يرفض أن يزرع ويستقر أو يتزوج، كما احتوت على طائفة من المعدنين المهرة، يصنعون النحاس والزنك والفضة والذهب، ومنهم أيضاً النساجون أي صانعو الأقمشة من القطن والكتان وفراء الأرانب، وريش العصافير. وقد برعوا في تلوينها بألوان زاهية، كما كانت كتاباتهم تشبه الكتابة الهيروغليفية عند قدماء المصريين وقد شيدوا المدن العظيمة التي أعجب بها الأسبان أشد الإعجاب.
ومع ذلك فإن عادات وتقاليد شعب الآستك كانت خليطاً بين الحضارة والمدنية من ناحية، والوحشية من ناحية أخرى. فقد كانت ديانتهم همجية بدائية تتطلب آلهتهم فيها ضحايا بشرية كثيرة. ومن ثم كان سكان المكسيك في حرب دائمة مع جيرانهم ليحصلوا على تلك الضحايا البشرية اللازمة لآلهتهم.
تم غزو المكسيك خلال أربع سنوات (1519-1522). وقد أنجز هذا الغزو الإسباني فرناندو كورتيز، والذي دفعه حبه للمخاطرة ورغبته الملحة في الإثراء إلى المخاطرة في هذا العالم المجهول وإذا أخذنا في الاعتبار ضآلة الموارد وقلة الأعداد التي استخدمت في هذا الغزو، ثم عظم مساحة المكسيك لاشتد عجبنا لسرعة هذا الغزو، إذ أن عدد رجال «كورتيز» لم يكن ليتجاوز بعض المئات. ولكن الظروف كانت مواتية فقد كانت إمبراطورية الآستك على اتساعها ضعيفة، تعززها الإدارة الحازمة، والسلطة المركزة، كما أنها كانت مكونة من شعوب متباينة خضعت بعد قتال طويل شاق. فاستعان كورتيز بالرعايا الناقمين على هذا الحكم الجديد «حكم جماعة الآستك» فأمدوه بالرجال والعدد، أمدوه في هجومه الأول بحوالي سبعة آلاف رجل.

#### استعمار بيرو
بعد مضي عشرة أعوام من غزو المكسيك، قام مخاطرون إسبانيون آخرون بغزو بيرو فوجدوا فيها شعباً آخر متمديناً وهو شعب الكويكواس وإمبراطورية منظمة هي إمبراطورية الإنكا وكان الذهب والفضة يوجدان بها بكثرة. وقد سمع الأسبان المقيمون في بنما بهذا الثراء العظيم وتلك الكنوز من الذهب والفضة. فعول اثنان من محبي المخاطرة والمغامرة وهما فرانسوا بيزارو وألمجرو على محاولة غزو هذا البلد الغني ألا وهو بيرو.
وبالفعل، قاد الحملة بيزارو فوصل إلى بيرو عام 1532، وهو على رأس 170 رجلاً ومعهم 70 حصاناً، وقد استعان بنفس الظروف التي استعان بها كورتيز في المكسيك من قبل. إذ كان ببيرو حزبان يتنازعان السلطة، وفي عام 1535 أصبحت بيرو تابعة لبيزارو الذي أنشأ لها عاصمة جديدة في «ليما» على أن النزاع ما لبث أن نشب بين الشريكين وترتب عليه إعدام المجرو في 1538، فانتقم له رجاله وجنده بالقضاء على غريمه بيزارو عام 1541، ولم تتوقف المنازعات بين مؤدي الفريقين إلا عندما تدخل شارل الخامس الإمبراطور فأرسل من قبله حاكماً لبيرو يخضع له مباشرة عام 1547.

#### احتكار الأسبان لتجارة المستعمرات
وقد وضع ملوك إسبانيا لمستعمراتهم نظاماً موحداً، كان الغرض منه إخضاع هذه المستعمرات لإسبانيا إخضاعاً تاماً. فكانت إسبانيا تبعث إلى كل من مستعمراتها حكاما يعينهم موظفون. وفي إسبانيا نفسها كان «للمجلس الأعلى للهند» السلطة العليا في كل ما يتعلق بحكم هذه المستعمرات المدني والحربي والديني والقضائي. وعلى غرار ما فعلته البرتغال – ذلك المثل الذي حذت حذوه سائر الأمم الاستعمارية – احتفظ الأسبان بحق احتكار الاتجار مع مستعمراتهم، وقد كانت هذه التجارة منظمة نظاماً دقيقاً فكانت أشبيليه هي الثغر الوحيد في إسبانيا الذي تغادره السفن مرة كل عام إلى المستعمرات أو التي تؤمه من المستعمرات.

#### منافسة الدول
وفي عام 1580 ضم فيليب الثاني البرتغال وإمبراطوريتها الاستعمارية لإسبانيا مما جعل هذه الممتلكات مطمح أنظار الدول الأوروبية الأخرى ولاسيما تلك التي تطل على المحيط الأطلسي ، فنازع إسبانيا سلطتها كل من الإنجليز والفرنسيين والهولنديين، وذلك لأن كيان كل منها بل وديانة اثنين منها كانت مهددة بالنمو المضطرد في سلطة إسبانيا في أوروبا. ومنذ منتصف القرن 16 بدأت هذه الشعوب الثلاثة تحاول أن تحد من نفوذ إسبانيا، وأن تغير على موارد ثروتها وعظمتها التي جعلتها خطراً ماثلاً عليهم جميعاً، ولكن هذه المحاولة كانت – في غالبيتها ولمدة طويلة – نتيجة لمجهودات الأفراد والمتطوعين لا الحكومات والقوات النظامية.
لم يلبث أن تزعزع موقف إسبانيا ، وأن هددت في احتكارها لتجارة البحار عندما هزمت إنجلترا الأرمادا العظيمة التي لا تقهر في بحر المانش عام 1588 هزيمة فادحة ، تلك الهزيمة التي بدأ بها أقول نجم إسبانيا، كما أنها لم تفتح الطريق التجاري أمام الإنجليز فحسب بل أمام ملاحي العالم كافة، وذلك لأن إنجلترا – عقب انتصارها العظيم – نادت بحرية التجارة وأصبحت خلال القرون الثلاثة التالية حامية لها. وحتى عام 1588 لم تكن هنالك قوة تجرؤ على المطالبة بالحق المطلق للتجول في أي بحر من بحار العالم المفتوحة ، بينما كانت إسبانيا والبرتغال وحدهما تتمتعان بهذا الحق، فكان لهما حق ارتياد كل من المحيط الأطلسي الجنوبي، والمحيط الهادي، والهندي.

## الأبعاد الكاملة للكشوف الجغرافية
كان للكشوف الجغرافية الإسبانية – والبرتغالية أيضاً – أبعاد كثيرة، وترتبت عليها نتائج وآثار عديدة ومتنوعة، كان بعضها ذا طبيعة اقتصادية، والآخر ذا طبيعة سياسية، والبعض الثالث كان ذا طبيعة اجتماعية، وكان الأخير ذي طبيعة ثقافية.

### النتائج الاقتصادية
تتلخص في انتقال مركز التجارة من حوض البحر المتوسط إلى المحيط الأطلسي، فانتقلت الأهمية التجارية من دول حوض البحر المتوسط إلى دول غرب أوروبا. ويعرف هذا بالثورة التجارية التي كان من أهم عواملها اتساع نطاق التجارة وتدفق معدني الذهب والفضة إلى أوروبا وكانا نادري الوجود بها في نهاية القرن الخامس عشر. فقد حصل البرتغاليون منذ البداية على كميات كبيرة من الذهب من الساحل الغربي لأفريقيا. وازداد تدفق الذهب إلى أوروبا نتيجة لاستيلاء الأسبان على المكسيك (بين عامي 1519-1522) وعلى بيرو بين عامي (1532-1541). وفي عام 1545 اكتشفت جبال بأكملها من الفضة يصل ارتفاعها إلى سبعمائة متر في بوتسوي بمرتفعات بيرو، وقد أمسى غنى بيرو بعد ذلك مضرب الأمثال. وترتب على ذلك أنه منذ منتصف القرن السادس عشر أصبح في أوروبا من القطع الفضية والذهبية ما يعادل اثني عشرة مرة ما كان بها قبل ستين عاماً، إذ اتسعت عمليات تصدير الذهب والفضة وغيرهما من المعادن النفيسة إلى أوروبا، وأخذت السفن الإسبانية منذ أواسط القرن السادس عشر تعود إلى إسبانيا وهي محملة بالفضة من المستعمرات الإسبانية في أمريكا الجنوبية بعامة وفي بيرو بخاصة، وغدت إسبانيا مركز الفضة وسوقها الرئيسية في أوروبا. وأخذت تصدر سبائك الفضة إلى سائر البلاد الأوروبية، وبدأ في عهد فيليب الثاني ملك إسبانيا (1556-1598) ما يسمى بعصر الفضة في أوروبا. وتوفر نتيجة لذلك النقد المتداول فزادت الأجور وقفزت أسعار السلع والحاجيات وارتفع بالتالي مستوى المعيشة بين أفراد الطبقة الوسطى ، فازدادت قوة ، وتدعم مركزها السياسي.
حاولت إسبانيا بما سنته من قوانين ونظم تجارية أن تحتفظ باحتكار هذه الثروات الطائلة التي كانت ترد إليها من العالم الجديد. ولكنها لم تستطع أن تحقق ذلك تمام التحقيق لأنها كانت لا تستطيع أن تزود مستعمراتها في العالم الجديد بما يلزمها من مصنوعات مختلفة، لذلك قام الأجانب غير الأسبان بهذا الدور من دول أوروبا البحرية في الجزء الشمالي الغربي منها وهي هولندا وإنجلترا وفرنسا، مما ترتب عليه انتشار المعدنين النفيسين في هذه البقاع المختلفة في القرن السادس عشر. وقد تأثرت فرنسا تأثرا بالغا بهذا المعدن فقد كانت تمد إسبانيا بكثير من مصنوعاتها وصناعها كذلك، فأثرت طبقة الماليين فيها ورجال المصارف ، مما شجع الكثيرين من التجار على ترك أعمالهم التجارية للاشتغال بالمعاملات المالية.
ولم يقتصر الأمر على إسبانيا وفرنسا بل أصاب الغلاء سائر الدول التي وصل إليها هذا المعدن، ففي فرنسا نجد ارتفاعاً في أثمان الغلال والمصنوعات والأراضي، وصلت هذه الأثمان في نهاية القرن السادس عشر إلى ثلاثة أمثال بل أربعة أمثال ما كانت عليه في بدايته.
نتج عن ذلك أيضاً ازدياد النشاط التجاري الاقتصادي، وقد ظهر ذلك في إنشاء الصناعات الجديدة مما أدى إلى زيادة في رؤوس الأموال، ووجه الأنظار نحو العمل على ضمان حرية التجارة، ومن هنا ظهرت كذلك الحاجة إلى الحصول على مستعمرات لتصريف مصنوعات الدولة، والحصول على المعادن والمواد الأولية اللازمة للصناعة. ومن ثم بدأ التقدم والنمو الاقتصادي للدول البحرية ولاسيما الواقعة غربي أوروبا وشمالها الغربي مع الخارج وخاصة مع إسبانيا التي كانت في حاجة إلى منتجاتها. وقد اصطدمت إنجلترا بإسبانيا في هذا الميدان واستطاع دريك بين عامي 1577، 1580 أن ينزل بالمستعمرات الإسبانية خسائر فادحة.
نتج عن النشاط التجاري الاقتصادي المتزايد إنشاء البورصات المالية على نطاق عالمي كما في بورصة «أنفرس» وفي بورصة «ليون» ومن ثم انتقلت الأهمية من الأسواق إلى البورصة التي ساعدت على تركيز العمليات التجارية والمالية وأصبحت مفتوحة أمام بضائع كل الأمم.
وازداد نشاط المصارف، وعددها زيادة عظيمة، وأحرز عمالها ومؤسسوها ثروات ضخمة مما جعلهم يشترون ضياعا واسعة، ويصبحون من كبار الأغنياء، وكان يحميهم عواهل أوروبا ومنهم الإمبراطور شارل الخامس (1519-1555).

### النتائج السياسية
استطاعت إسبانيا أن تغتني بسرعة عن طريق الكنوز المتدفقة إليها من العالم الجديد، وأن تجذب نحوها الحلفاء من كل أنحاء أوروبا، كما عاونتها هذه الأموال على تكوين الحملات وخوض الحروب المختلفة، فكانت هذه الثروة من العوامل الأساسية التي بنت عليها إسبانيا سيطرتها السياسية التي تمتعت بها حتى منتصف القرن 17. فمن إسبانيا كان الإمبراطور شارل الخامس يستمد معظم دخله، فكانت ديونه ونفقات جيوشه تدفع من الذهب الإسباني. وهكذا أصبحت أملاك هذا الإمبراطور محط الأنظار، ومطمعا للدول الأوروبية.
ومن ثم ازدادت حدة التنافس الاستعماري بين الدول الأوروبية، وكان ميدانها الأقاليم التي كشفت فيما وراء البحار، فقد حرصت كل دولة كبيرة – بعد النصر العظيم الذي حققته كل من البرتغال وإسبانيا – على أن تنال أكبر قسط ممكن من حقوق التجارة، والتوسع على حساب الشعوب المستضعفة، فأدت هذه الأطماع إلى كثير من الحروب بين دول أوروبا. وازداد اهتمام هذه الدول ببناء الأساطيل باعتبارها الوسيلة الأولى للاحتفاظ بأقطار فيما وراء البحار، وبالاستيلاء على مزيد من الأراضي الجديدة أو الجزر التي اتخذتها مراسي بحرية وقواعد عسكرية، تؤمن لها سبل الاتصال بأملاكها البعيدة.

### النتائج الاجتماعية
إلى جانب إثراء الطبقة الوسطى وتدعيم مركزها في ميدان السياسة ، نجد أن هذه الحركات الاستعمارية قد أصبحت تنادي بسيطرة الرجل الأبيض، وتقر التفرقة العنصرية، وتبيح تملك الأراضي التي تسكنها شعوب غير أوروبية وغير مسيحية، وتبيح استغلال هذه الشعوب، وجعل إرادتها وجهودها وحياتها مسخرة لإرادة الشعب المالك وللسياسة التي يريد إنتاجها.

### النتائج الثقافية
كان لهذه الكشوف نتائجها الثقافية العظيمة، إذ عملت على إنماء المعرفة نمواً عظيماً بل وعلى تصحيح بعض المعلومات الجغرافية: فنلاحظ وقوع انقلاب جذري في المبادئ الأساسية التي يقوم عليها علم الجغرافيا، وقضى على الأفكار التي كانت سائدة عندئذ عن الأراضي وحجمها وشكلها وقاراتها ومحيطاتها، وفي علم الفلك ظهرت لعلماء الفلك مجموعا من النجوم لم يكن في الاستطاعة رصد حركاتها إلا من النصف الجنوبي للكرة الأرضية. واتسع مجال البحوث التاريخية فلم تعد قاصرة على العالم القديم المعروف بل امتدت بحيث أصبحت تشمل البلاد التي كشفت، كما أضيفت معلومات جديدة على علوم النبات والحيوان والبحار والجيولوجيا، وعرفت أوروبا محاصيل جديدة مثل البطاطس والكاكاو والتبغ والذرة، وقد غدت من الضروريات، وأمست بالتالي عنصراً هاماً في القطاع التجاري.
اقتضى الأمر إلى عبور المحيطات، والقيام برحلات بحرية طويلة المدى إدخال تحسينات متتالية في صناعة بناء السفن التجارية من حيث حجمها وزيادة حمولتها وسرعتها ومتانتها.
استطاع الإسبانيون والبرتغاليون أن يبذلوا عن طريق دعايتهم ورجالهم الدينيين جهوداً كبيرة في سبيل نشر العقيدة الكاثوليكية، ونجحوا فعلا في تحويل عدد كبير من سكان مستعمراتهم الجديدة ولاسيما في العالم الجديد إلى العقيدة الكاثوليكية، فكسبوا بذلك بعض الرعايا الجدد في هذا الميدان مما عوضهم بعض الشئ عن الأعداد الكثيرة التي فقدوها في أوروبا نتيجة لحركة انتشار البروتستنتية.
ومن النتائج المباشرة للغزو الإسباني، وسلطان أصحابه في منطقة جزر الهند الغربية والعالم الجديد، اختفاء بعض معالم الحضارات الوطنية القديمة لبعض هذه الشعوب المتحضرة كما حدث في المكسيك وبيرو، كما أن سوء معاملة أهل المستعمرات في بعض الجهات أدى إلى القضاء على عدد كبير من السكان الأصليين ، ونأخذ على سبيل المثال جزيرة سان دومنيك عندما اكتشفها كولومبوس (1492) كان عدد سكانها يبلغ حوالي مليون نسمة، وبعد مضي خمس سنوات من ذلك التاريخ أمسوا 13,000، على أن ذلك لم يحدث في الجهات الأخرى فلازالت غالبية السكان في كل من المكسيك وبيرو من السكان الأصليين

## النتائج المترتبة على الكشوف الجغرافية الإسبانية
لقد أسفرت الكشوف الجغرافية الإسبانية عن مجموعة من الدلالات والآثار والنتائج المهمة، من أهمها:
- جاءت الكشوف الجغرافية الإسبانية كاشفة عن عالم جديد، بفضل جهود كل من كريستوفر كولومبوس وأمريكو فسبوتشي، ذلك العالم الذي يمثل ربع الكرة الأرضية تقريباً، وأصبح يؤثر تأثيراً عميقاً على الشئون الأوروبية كافة.[11]
- كما جاءت تلك الكشوف لتؤكد أهمية القرن الخامس عشر، وخاصة النصف الثاني منه، الذي حفر آثاره بعمق في تاريخ أوروبا الوسيط من الناحيتين الداخلية والخارجية.
- مهدت تلك الكشوف الجغرافية لحقبة جديدة من تاريخ أوروبا والعالم، وخاصة إثر نمو الرأسمالية، وظهور المراكز التجارية، الأمر الذي أسهم بوضوح وقوة في تغيير معالم خريطة العالم المعروفة، من ثلاث قارات كانت هي المعروفة وحدها فقط ، وما ترتب على ذلك من أيلولة حكم العالم إلى أوروبا، وخضوع أوروبا لسيطرة وتفوق نفوذ دولة واحدة فيها، هي إسبانيا.
- ساعدت الكشوف الجغرافية في بلورة مرحلة التطور والتغيير في طرق معيشة وتفكير الإنسان الأوروبي، وحتى في نظرته إلى عقيدته، الأمر الذي أدى إلى ظهور حركات الإصلاح الديني، وما تبعها من حروب دينية، أعطت إسبانيا كذلك دور المدافع عن المذهب الكاثوليكي، والمحافظ على سلطة الكنيسة الكاثوليكية وسطوتها، كما سبق أن ذكرنا، في نفس الوقت الذي كانت إسبانيا فيه على رأس القوى التي غيرت خريطة العالم، وكانت إسبانيا تسير على سياسة «احتكار» التجارة، في الوقت الذي بنيت فيه الأسس الأولى للتاريخ الحديث على نمو الرأسمالية وحرية التجارة ، وهكذا وجدت إسبانيا نفسها في تناقضات واضحة: اقتصادية ، وسياسية ، ودينية، وذلك في الوقت الذي كانت فيه قوتها محدودة، وضيعت جزءاً كبيراً من مواردها في حروب القارة الأوروبية فيما وراء البحار.

	وقد أدى ذلك إلى ظهور انشقاقات وصراعات، عنها ومعها في ألمانيا، وقد أخذت شكلاً دينياً، وفي هولندا، وقد أخذت شكل حركة استقلال، ومع إنجلترا من أجل السيطرة على البحار، ومع فرنسا، من أجل منع تطويقها بمناطق الحكم والنفوذ الإسباني من كل ناحية. ومعنى ذلك أنه ظهر مبدأ التوازن الدولي الذي ستحارب أوروبا من أجله، وتعطي به عنصراً هاماً من عناصر حياتها في التاريخ الحديث، يكمل بقية العناصر التي تميز بها عصر التاريخ الحديث، وهكذا تكتمل فترة أصول التاريخ الأوروبي الحديث، أو فترة فجر التاريخ الحديث مع نهاية القرن السادس عشر، وحين توقف نمو السيطرة الإسبانية على أوروبا، مع استقلال هولندا، وهزيمة إنجلترا للأسطول الإسباني الآرمادا، وبدأ التاريخ الحديث بكل صفاته ومميزاته، ومنها التوازن، مع القرن السابع عشر، وهو يمتد حتى الفترة التي نعيشها الآن، والتي تسمى بفترة التاريخ المعاصر.
- أسهمت الكشوف الجغرافية الإسبانية في تغيير التركيبة الاجتماعية والبناء الطبقي في المجتمع الإسباني، حيث برز نفوذ كبار ملاك الأراضي وضباط الجيش، إلى جانب النفوذ التقليدي لرجال الدين الكاثوليك، الذين كان لهم دور بالغ التأثير في توجيه دفة الأمور داخل إسبانيا وخارجها. وقد كان هذا البناء أو هذه التركيبة الاجتماعية الطبقية بمثابة حجر الأساس للصراعات والحروب التي شهدتها إسبانيا قبل مرحلة بناء الدولة الحديثة، وخاصة الحروب الدينية، وحروب الوراثة الإسبانية التي امتدت عبر سنوات طويلة، منذ سنة 1668م حتى معاهدة أوترخت سنة 1713م، ومرت في مراحل متعددة هي: مرحلة الحصول على الإرث الفرنسي في الفلاندر، ثم مرحلة الحرب ضد هولندا، وتطور ذلك إلى إنشاء عصبته أو تكتل ضد فرنسا، ثم نشوب الحرب بعد ذلك في سنة 1701م، والتي استمرت لمدة ثلاث عشرة سنة.[13]
- ساعدت الكشوف الجغرافية – ضمن عوامل أخرى– في تبلور وظهور مبدأ التوازن الدولي. ففي القرن السابع عشر، استطاعت فرنسا في عهد لويس الرابع عشر السيطرة على السياسة الأوروبية، ومد نفوذها إلى جهات مختلفة، مما دعا إنجلترا وغيرها من الدول إلى عقد التحالف لاستعادة التوازن الدولي.

وقد نجحت الدول الأوروبية – إلى حد ما – في تحقيق ذلك الهدف، إلا أن هذا التوازن لم يطل بقاؤه، ذلك لأنه عندما انتزعت إنجلترا أملاك فرنسا الأمريكية (كندا)، وعندما أصبحت تسيطر على مدخل البحر المتوسط في القرن الثامن عشر، باستيلائها على مضيق جبل طارق وجزيرة مينورقة، رأت إسبانيا أن تضع يدها في يد فرنسا لمقاومة نفوذ إنجلترا والحد من سلطاتها، منتهزتين قيام ثورة المستعمرات الإنجليزية في العالم الجديد. وكان لمعاونة إسبانيا وفرنسا للقائد الأمريكي جورج واشنطن، قائد الثورة الأمريكية، أثر كبير في انتصاره على إنجلترا.